# Loxophlebia socorrensis
Loxophlebia socorrensis là một loài bướm đêm thuộc phân họ Arctiinae, họ Erebidae.